# Septembrie 1996
Acest articol este generat integral pe baza informațiilor din articolul 1996 și este actualizat periodic de un robot.
 Editările făcute în articol vor fi șterse la următoarea actualizare! Dacă doriți să faceți modificări, editați articolul-sursă.

ianuarie -
februarie -
martie -
aprilie -
mai -
iunie -
iulie -
august -
septembrie -
octombrie -
noiembrie -
decembrie
Septembrie 1996 a fost a noua lună a anului și a început într-o zi de duminică.

## Evenimente
- 13 septembrie: Rapper-ul american, 2Pac (Tupac Shakur), moare, după ce fusese împușcat în Las Vegas cu 6 zile în urmă.
- 16 septembrie: Semnarea Tratatului de la Timișoara de prietenie și bună vecinătate între România și Republica Ungară.
- 27 septembrie: Conflictul din Afganistan. Talibanii cuceresc Kabulul, îl execută pe președintele Najibullah și instaurează un „sistem islamic complet”; închid școlile pentru fete, interzic femeilor să lucreze și stabilesc pedepse islamice.

## Nașteri
- 1 septembrie: Zendaya (Zendaya Maree Stoermer Coleman), actriță, dansatoare, fotomodel și cântăreață americană
- 3 septembrie: Joy (Soo-young Park), cântăreță sud-coreeană
- 3 septembrie: Joy, cântăreță sud-coreeană
- 5 septembrie: Robert Dumitru Răducanu, fotbalist român (atacant)
- 9 septembrie: Bersant Edvar Celina, fotbalist albanez (atacant)
- 13 septembrie: Roberto Alecsandru, fotbalist român
- 13 septembrie: Lili Reinhart (Lili Pauline Reinhart), actriță americană de film
- 15 septembrie: Mălina Călugăreanu, scrimeră română
- 16 septembrie: Abigail Breslin, actriță americană
- 17 septembrie: Duje Ćaleta-Car, fotbalist croat
- 17 septembrie: Olivia Addams, cântăreață, compozitoare, producător muzical, YouTuber și TikToker din România
- 23 septembrie: Lee Hi (Ha-yi Lee), cântăreață sud-coreeană
- 24 septembrie: Cristina Ciobănașu, cântăreață și actriță română
- 28 septembrie: Gabriel Debeljuh, fotbalist
- 30 septembrie: Ardian Ilmi Ismajli, fotbalist din Kosovo

## Decese
Ion Oblemenco, 51 ani, fotbalist (atacant) român (n. 1945)
Edmond Nicolau, 74 ani, inginer, cibernetician, eseist român (n. 1922)
Kenneth Stewart, 71 ani, politician britanic (n. 1925)
Rafael Benshalom (n. Rafael Friedl), 76 ani, diplomat israelian, originar din Transilvania (n. 1920)
Ion Dumitrescu, compozitor român (n. 1913)
Koichi Oita, 82 ani, fotbalist japonez (n. 1914)
Tupac Shakur (n. Lesane Parish Crooks), 25 ani, rapper și actor american (n. 1971)
Ștefan Mihăilescu-Brăila, 71 ani, actor român de film și teatru (n. 1925)
Edilberto K. Tiempo (Edilberto Kaindong Tiempo), 82 ani, scriitor filipinez (n. 1913)
Gustav Gündisch, 89 ani, istoric german (n. 1907)
Nicu Ceaușescu, 45 ani, comunist român, fiul lui Nicolae Ceaușescu (n. 1951)